# Инвазия (паразитология)
Паразитарная инвазия (от лат. invasio «вторжение, внедрение») — заражение человека, животных и растений паразитами. Инвазия может произойти активно, когда паразит нападает или внедряется в организм  хозяина через поврежденные и неповрежденные кожные покровы, или пассивно, когда паразит вносится в организм с водой, пищей.
1. проникновение в организм паразитов с последующим их взаимодействием с организмом хозяина
2. паразитарные заболевания, возбудителями которых являются животные или протисты

Заболевания, вызываемые животными-эндопаразитами (гельминтозы — глистные инвазии, акариазы, миазы — болезни животных, вызываемые оводами) и мухами, все авторы однозначно относят к инвазиям. В целях профилактики инвазии необходимо соблюдать комплекс санитарно-гигиенических мероприятий.
Менее ясно, употребим ли этот термин к болезням, которые вызываются насекомыми-эктопаразитами (таким, как педикулёз или фтириаз). В большинстве старых учебников эпидемиологии и паразитологии к инвазиям отнесены и все заболевания, вызываемые гетеротрофными протистами (протозойные инвазии: малярия, трипаносомозы и др.). Во многих англоязычных источниках, а также в русскоязычной Википедии эта группа инфекционных заболеваний отнесена к инфекциям.